# Knežica (Kozarska Dubica)
Knežica (szerbül: Кнежица), falu Bosznia-Hercegovinában, Bosanska krajina területén, Kozarska Dubica községben, a Szerb Köztársaságban. 

## Fekvése
Bosznia-Hercegovina északi részén, Banja Lukától légvonalban 54, közúton 70 km-re északnyugatra, községközpontjától légvonalban 13, közúton 15 km-re délnyugatra, 142 méteres tengerszint feletti magasságban, a Knežpolje nyugati részén fekszik, melynek egyharmadát foglalja magában.

## Népessége
| Nemzetiségi csoport | Népesség 1991 | Népesség 2013 |
| ------------------- | ------------- | ------------- |
| Szerb               | 592           | 400           |
| Bosnyák             | 0             | 0             |
| Horvát              | 1             | 3             |
| Jugoszláv           | 20            | 1             |
| Egyéb               | 13            | 1             |
| Összesen            | 626           | 405           |

## Története
Az írott források szerint a Knežica (Kneževo Polje) név középkori eredetű, hasonlóan a Knešpolje névhez, melyet a 13. században említenek először, amikor ez a helynév azt a folyót jelölte, amely mentén e vidék főúri családjának, a blagaji Babonicsoknak a birtokai voltak. A térség 1538-ban, Dubica várának elestével került az oszmánok fennhatósága alá.
A település 1878-ig tartozott az Oszmán Birodalomhoz, ekkor a berlini kongresszus határozata alapján az Osztrák-Magyar Monarchia része lett. A monarchia szétesésével 1918-ben előbb a Szerb-Horvát-Szlovén Királyság, majd 1929-től a Jugoszláv Királyság része. A múltban Knežica három alkalommal volt önálló községi önkormányzat. Először az 1926 és 1941 közötti időszakban, amikor Knežiča község 12 településből állt, összesen 4713 lakossal. Egy időben Knežica és Međuvođe községek egyesültek (1930-1936), és Knešpolje néven 24 falut, azaz Dubica megye felét foglalták magukba. 1941 szeptemberétől 1942 júniusáig ismét Knežica volt a község székhelye. Közvetlenül a felszabadulás után pedig megalakult Knežica helyi tanácsa (1945-1955). Knežica ezután 1955. október 15-én önkormányzati igazgatást kapott, amelyet 1958. augusztus 31-én megszüntettek.
Jugoszlávia megszállása után a falu a Független Horvát Állam (NDH) része lett. A második világháborúban Knežica híres partizán támaszpont volt. Egy ideig de facto szabad partizánterület létezett itt. 1941. július 30-án éjszaka a knešpoljei felkelők Boško és Miloš Šiljegović vezetésével megtámadták a knežicai és a kadin jelovaci csendőrállomásokat. A knežicai csendőrállomást elfoglalták, 4 csendőrt és egy usztasát elfogtak, míg a többi csendőr Kozarska Dubica felé menekült. A Knešpolje felől érkező lövéseknek visszahangja volt egész Kozarában, és a felkelés kezdetét jelentették. A Nemzeti Felszabadító Háború során Knežica helyi közösségének területén 1675 lakost öltek meg, ebből 436 volt harcos, 1239-en pedig a fasiszta terror áldozatai lettek. 32 évnek kellett eltelnie ahhoz, hogy ezen a területen a lakosság száma újra elérje az 1941-es számot.

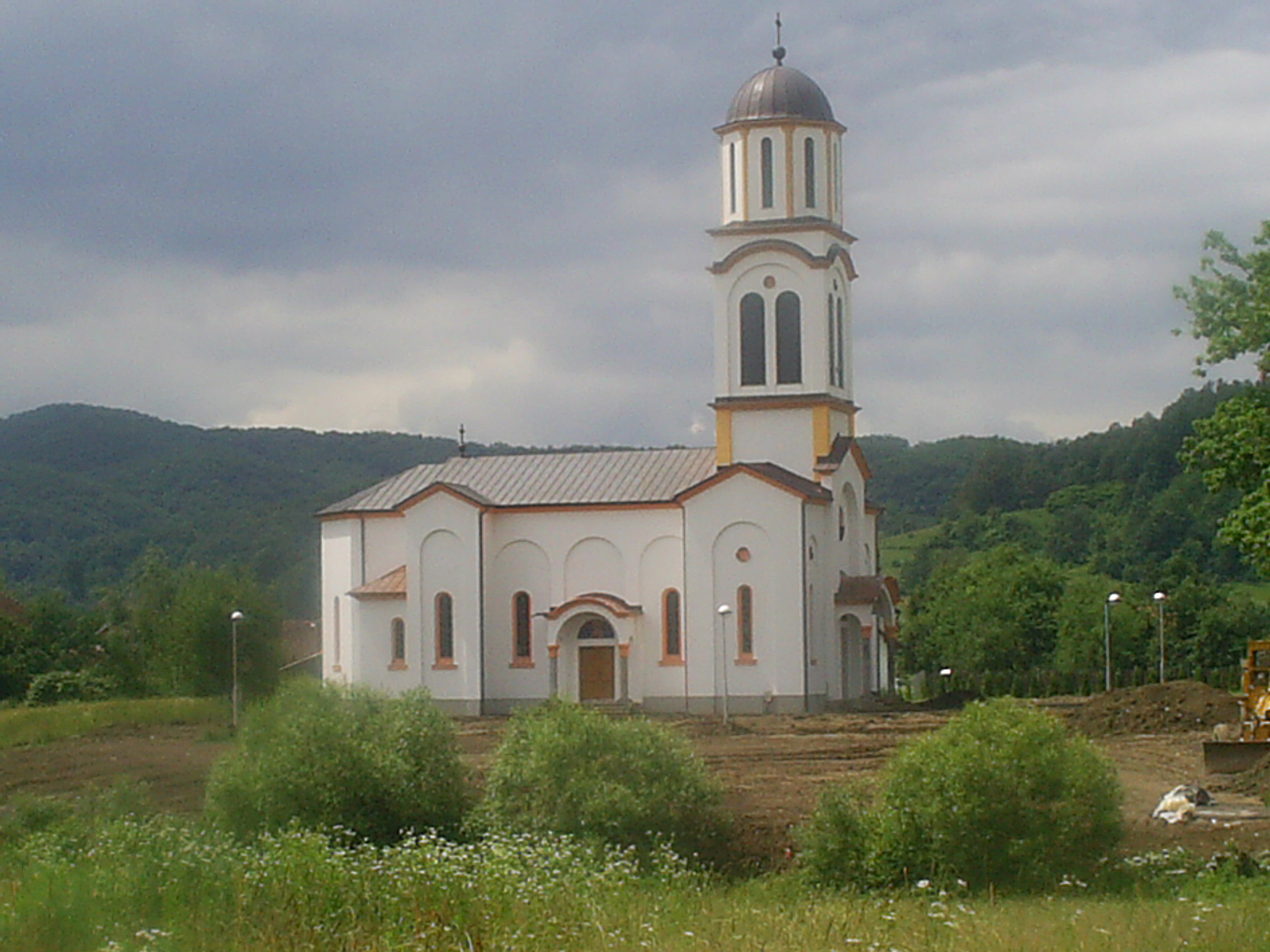
Az ortodox templom

1945-től a település a szocialista Jugoszlávia része volt. A Bosznia-Hercegovinában zajló polgárháború idején a település a Boszniai Szerb Köztársaság része volt. Jugoszlávia felbomlása és a bosznia-hercegovinai háború során Knežica nem szenvedett jelentősebb veszteségeket. 1995. szeptember 18-án és 19-én az Una horvát hadművelet keretében Kozarska Dubica község területét megtámadta a Horvát Köztársaság hadserege (HV). Ezt a támadást a Boszniai Szerb Köztársaság hadserege (VRS) és a helyi lakosság visszaverte. A harcok nem értek el idáig. A daytoni békeszerződést követő területfelosztásnál a település, Kozarska Dubica község részeként a Szerb Köztársaság területéhez került. Ma Knežica központjában partizán temető, emlékmúzeum, kultúrház, a Majka Knežopoljka Általános Iskola, mezőgazdasági szövetkezet, plébániatemplom, kereskedelmi és vendéglátó egység, sportpálya, postaépület, egészségügyi és állatorvosi rendelő és textilgyártó üzem található, környezetében sok zölddel és dísznövényekkel.

## Gazdaság
A knežicai gazdaság gerincét a textilipar és az üdítőitalgyár jelenti. A Knežica Mezőgazdasági Szövetkezet, amely egyben e régió fejlesztésének kezdeményezője és hordozója volt a 15. alkalommal megrendezett JMSZ mezőgazdasági termelési rekordkiállítás házigazdája 1990 júniusában, amelyen mintegy 700-an vettek részt Jugoszlávia minden részéről.

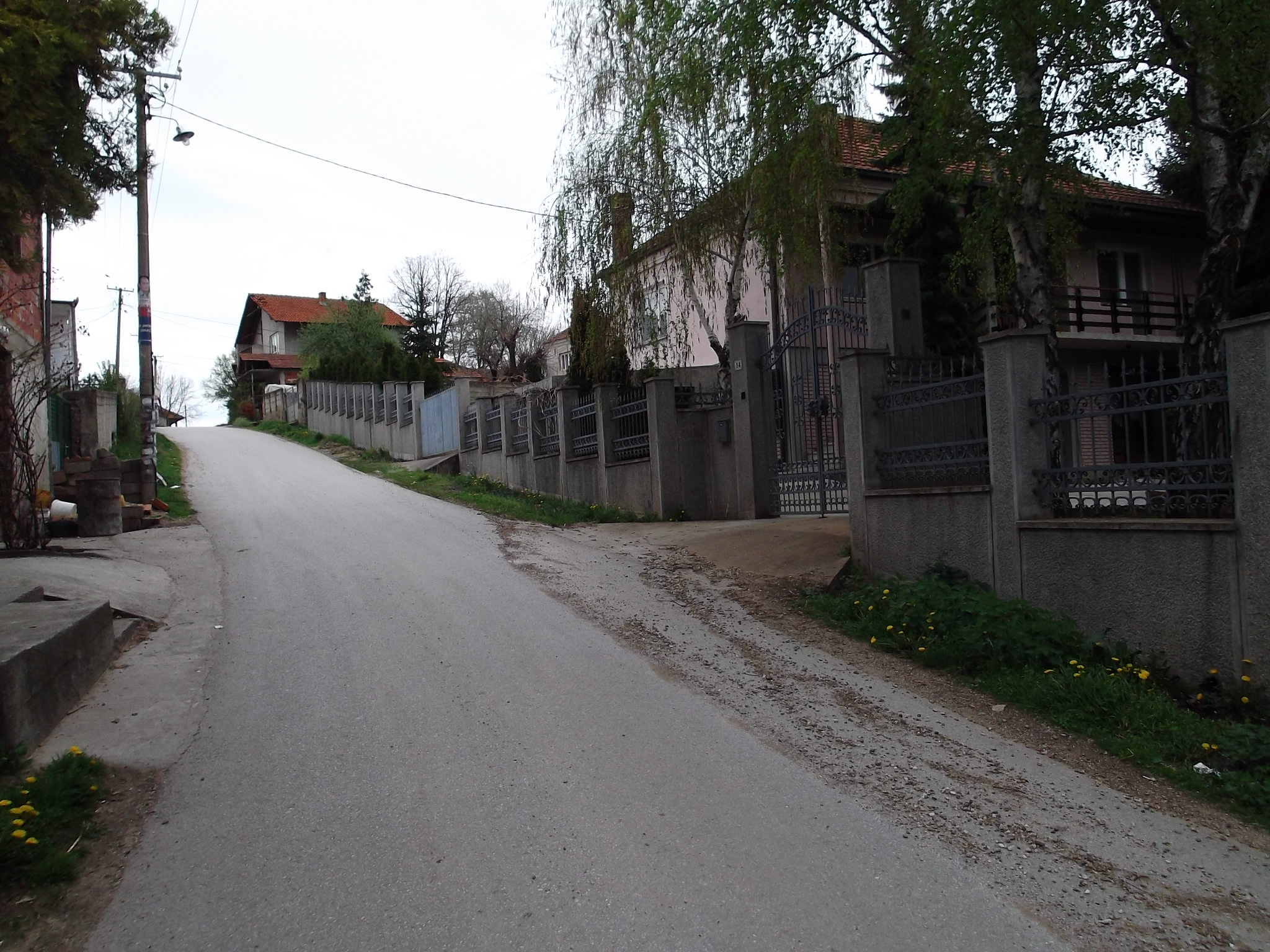
Utcakép

## Kultúra
- Knežicában működik a „Knešpolje” Kulturális és Művészeti Egyesület, amely az Ojkača és a híres Kozaračko kolo hagyományait dalait ápolja.[3]

- A településen, a templom udvarán található a „Knešpoljska kuća” kultúrház, amelyet Knežica egyházi önkormányzata épített.[3]

## Sport
Knežicában működik a Knežopoljac labdarúgóklub, amely jelenleg a Boszniai Szerb Köztársaság harmadik labdarúgó ligájában szerepel. A futball mellett a „Vazaari” karate klub is aktívan működik, mely egyre inkább előtérbe kerül a hazai karate színtéren.

## Nevezetességei
- Az Oltalmazó Legszentebb Istenanya tiszteletére szentelt ortodox temploma

## Fordítás
- Ez a szócikk részben vagy egészben  a(z)   Кнежица (Козарска Дубица) című szerb Wikipédia-szócikk ezen változatának fordításán alapul.  Az eredeti cikk szerkesztőit annak laptörténete sorolja fel. Ez a jelzés csupán a megfogalmazás eredetét és a szerzői jogokat jelzi, nem szolgál a cikkben szereplő információk forrásmegjelöléseként.